# Targhe d'immatricolazione della Danimarca

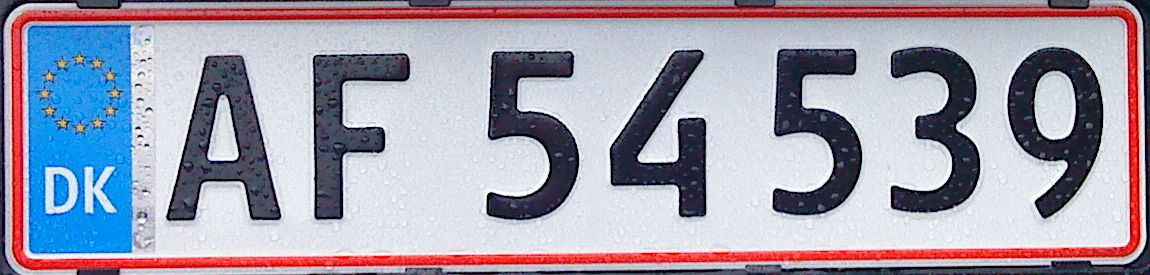
Targa danese con banda blu UE e font introdotto nel 2008

Le targhe d'immatricolazione della Danimarca vengono emesse per identificare i veicoli immatricolati nel paese scandinavo.

## Sistema in uso

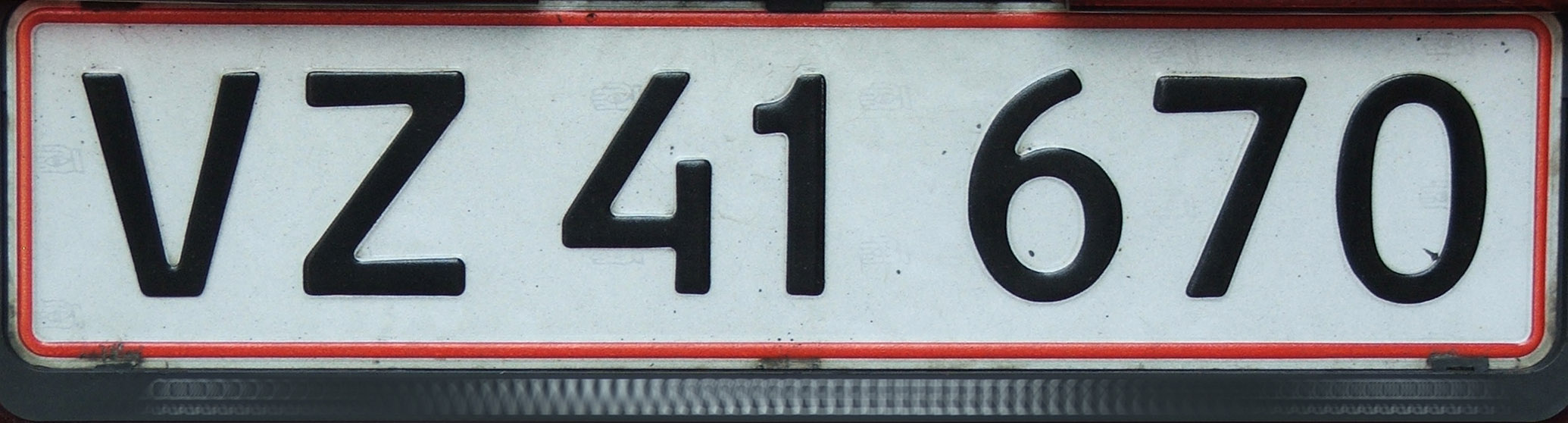
Esempio di grafica utilizzata dal 1976 al 2008

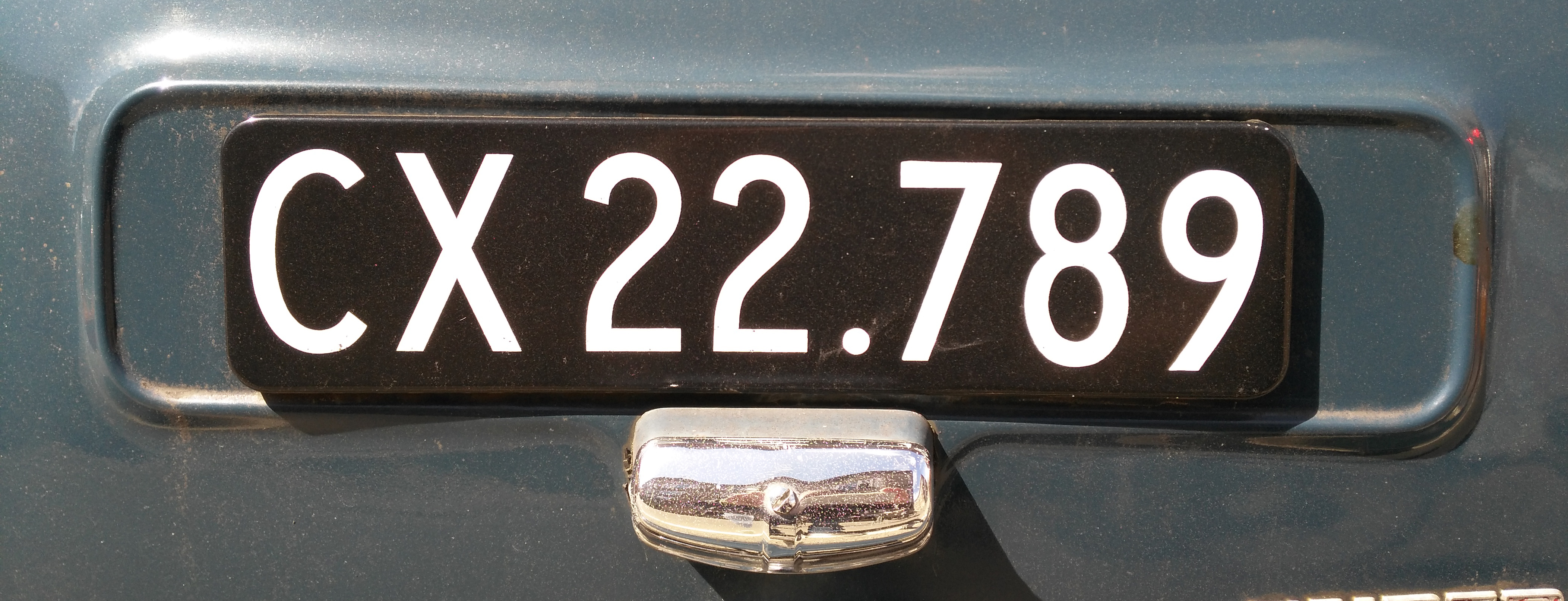
Targa posteriore del tipo emesso dal 1966-68 al 1976 (con lettere non più associate all'area d'immatricolazione)

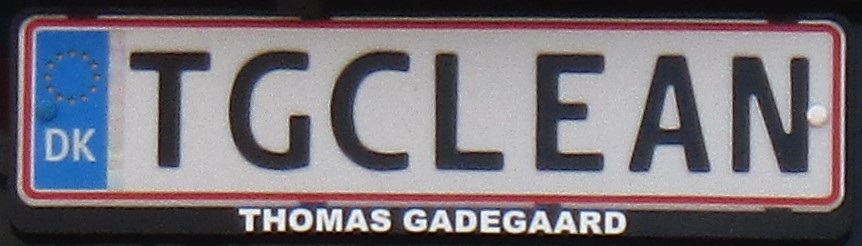
Targa personalizzata

Le targhe danesi, che devono essere cambiate a ogni passaggio di proprietà, non sono legate al luogo di immatricolazione. 
Sulla sinistra vi è la banda blu con le dodici stelle in cerchio, di colore giallo, dell'Unione europea e la sigla internazionale dello Stato, ossia DK, di colore bianco. La banda blu è stata introdotta il 12 ottobre 2009, tuttavia, a differenza di quanto avviene negli altri Paesi dell'UE, è a tutt'oggi opzionale. 
Dalla data sopra specificata è inoltre impresso un ologramma di sicurezza su una striscia verticale di colore grigio a destra della banda blu, con le lettere "OK" posizionate nel margine superiore e inferiore, sopra e sotto le quali è rappresentato un globo terrestre (ripetuto quindi quattro volte). 
La serie per autoveicoli e motoveicoli è composta da due lettere progressive da AA a ZZ seguite da cinque cifre (del tipo AA 00 000). Sono escluse le combinazioni con le lettere GR, GS e GL (assegnate alla Groenlandia), MD (riservate alla Polizia doganale), BH, BU, CC, CD, DK, DU, EU, KZ, MU, PU, PY, SS, UD, UN e VC. La "O" è inserita solo come prima lettera della sequenza alfanumerica; non vengono utilizzate le lettere specifiche del danese Æ, Å e Ø. A partire dal 2008 è stato adottato un font che differisce da quello usato in precedenza. 
Dal 1976 il bordo delle targhe ordinarie è rosso e i caratteri neri su fondo bianco riflettente, erano invece bianchi su base nera prima dell'anno suddetto. 
Dal 1º luglio 1921 al 31 marzo 1958 l'unica lettera, anteposta ad un numero progressivo di non più di cinque cifre, indicava l'area di immatricolazione, che dal 1º aprile 1958 al 1966–1968 era identificata più precisamente da due lettere (vd. infra).
Da luglio 1992 vengono rilasciate targhe personalizzate: il proprietario di un veicolo può scegliere una combinazione di numeri e lettere (comprese quelle con segni diacritici del danese escluse dalle normali targhe d'immatricolazione) a condizione che non sia offensiva, blasfema od oscena. Si possono utilizzare da un minimo di due ad un massimo di sette caratteri, spazi inclusi. Queste targhe, trasferibili da un veicolo ad un altro, a partire dal 2021 costano 9.180 corone danesi al set e devono essere rinnovate ogni otto anni al costo di ulteriori 8.000 corone. 

### Dimensioni

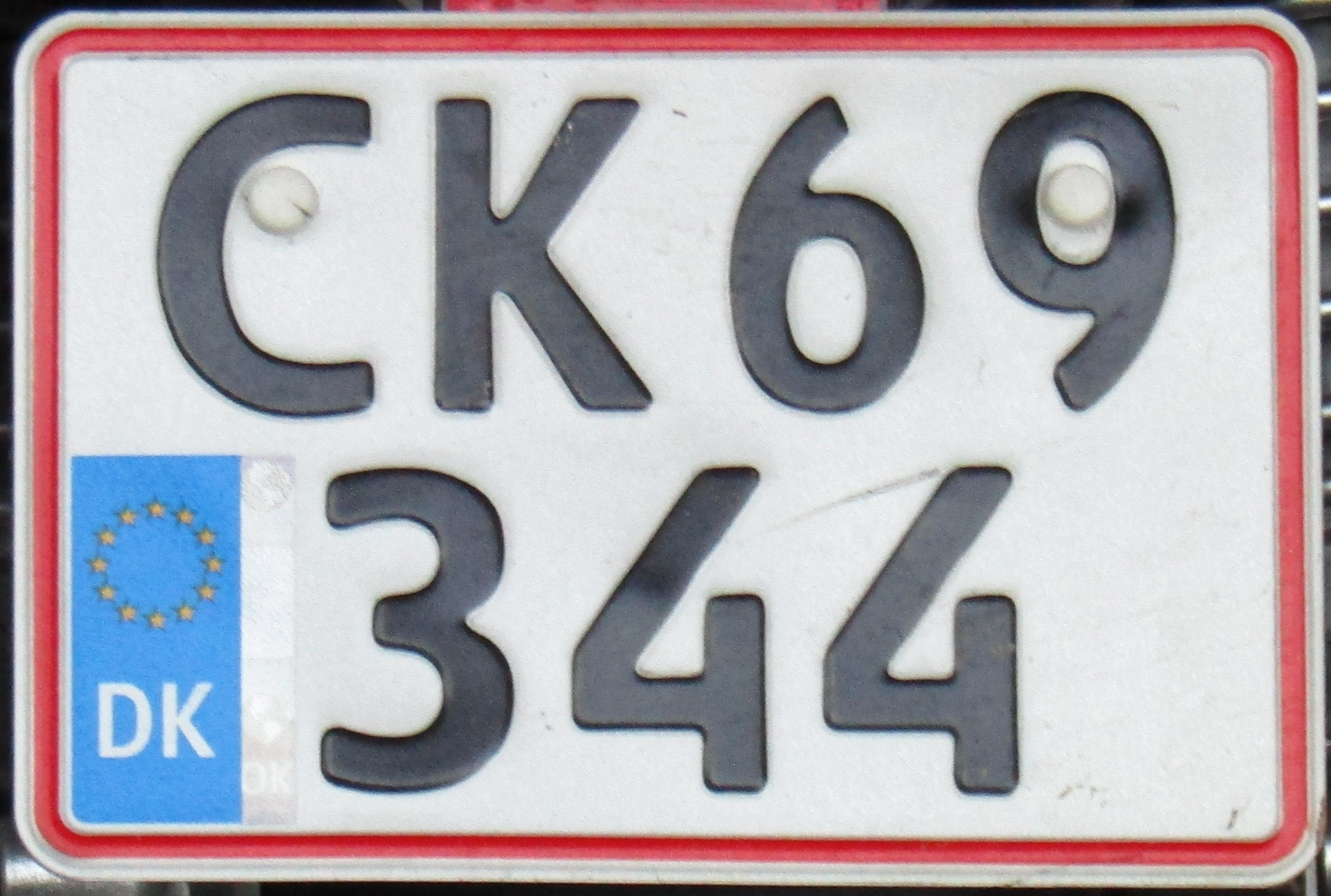
Esempio di formato per motocicli

Le dimensioni in uso sono le seguenti:
- 504 × 120 mm: formato ordinario su un'unica linea per autoveicoli e rimorchi;
- 240 × 165 mm: targhe posteriori su doppia linea per autoveicoli, formato per motoveicoli e macchine agricole;
- 145 × 125 mm: formato per ciclomotori;
- 504 × 207: formato per veicoli speciali;
- 297 × 105 mm: targhe adesive temporanee per auto;
- 210 × 149 mm: targhe adesive temporanee per moto.

Prima del 1976 le targhe ordinarie e quelle su due righe misuravano rispettivamente 405 × 105 mm e 230 × 200 mm.

## Formati speciali

### Motoveicoli, ciclomotori e macchine agricole

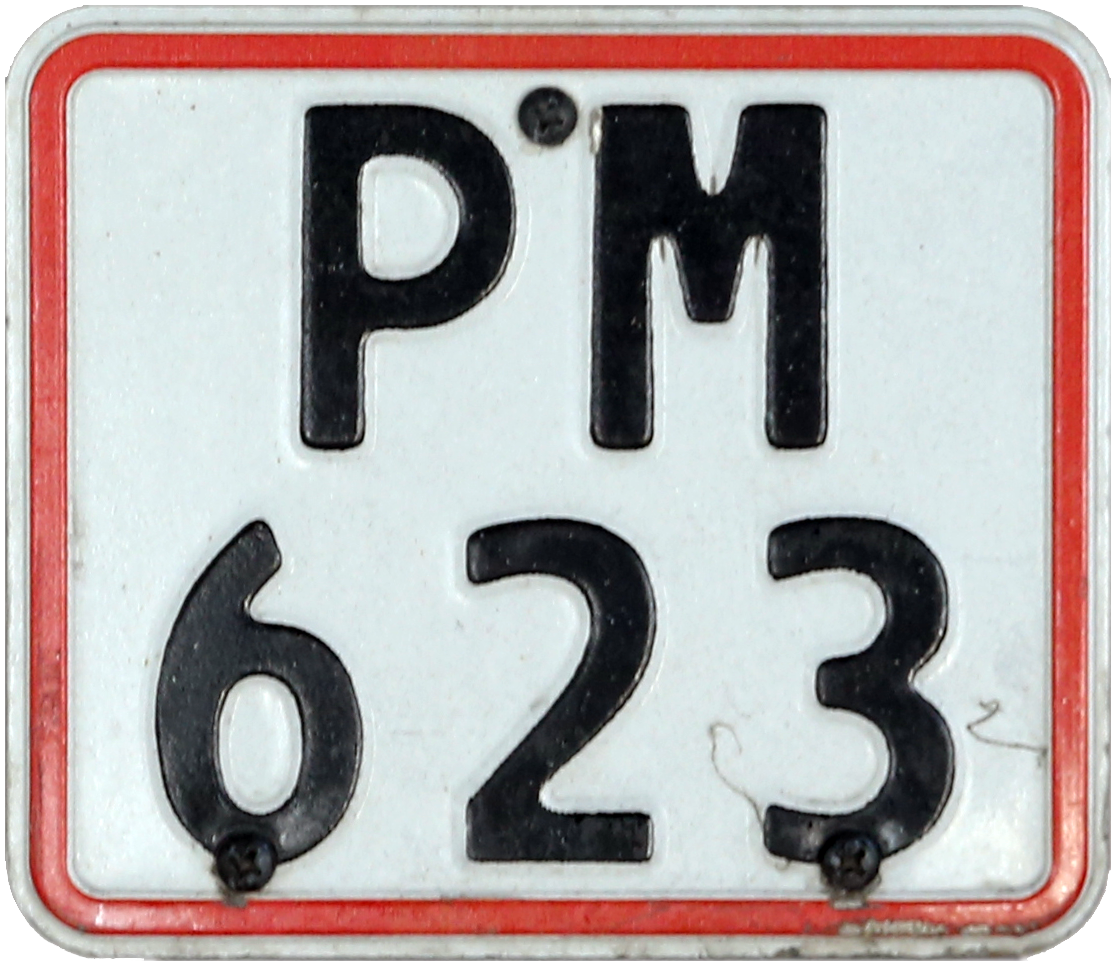
Targa di un ciclomotore

Motoveicoli, ciclomotori e macchine agricole hanno targhe disposte su due linee: nei motoveicoli le cifre sono cinque (due in alto dopo le lettere e tre in basso), sono invece tre, tutte posizionate in basso, nelle macchine agricole e nei ciclomotori. 
Le targhe dei ciclomotori che non superano i 30 km/h di velocità massima sono gialle con bordo e caratteri neri: nella riga superiore presentano due lettere e una cifra, in quella inferiore altre tre cifre.

### Polizia e Forze armate

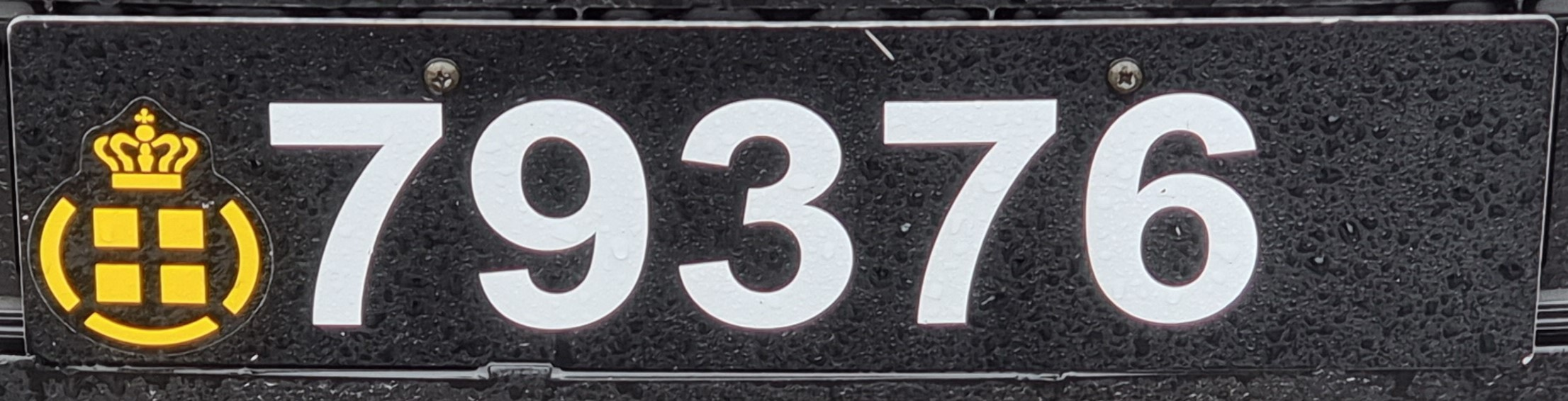
Grafica utilizzata dal 2008 per gli automezzi delle Forze armate

Mentre le targhe degli automezzi della Polizia sono immatricolate con colori e serie alfanumerica uguali a quelle ordinarie (tranne la Polizia doganale, alle cui vetture è riservata invariabilmente la combinazione MD), ai veicoli militari sono assegnate targhe che si contraddistinguono per le lettere e le cifre bianche in campo nero. 
Nel vecchio formato (1976–2008) uno stemma a sinistra permetteva di distinguere il Corpo di appartenenza (Esercito, Marina, Aeronautica); nel nuovo formato introdotto nel 2008 è impresso un unico simbolo per tutte le Forze armate, consistente nella bandiera nazionale stilizzata sormontata da una corona, entrambe di colore giallo.

### Famiglia reale

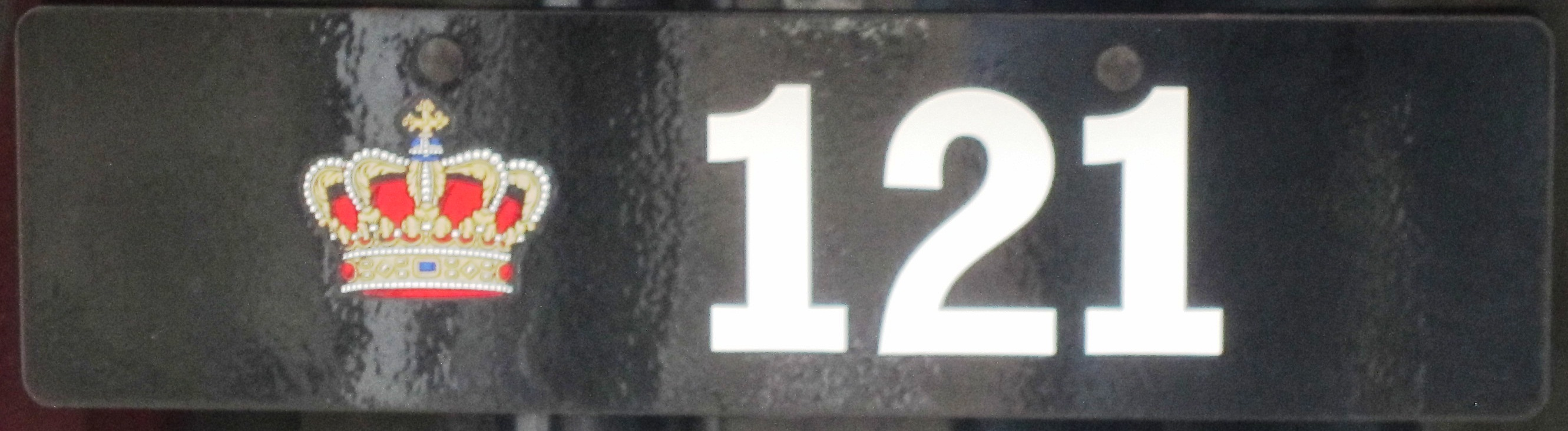
Targa di un'autovettura della Famiglia reale

La Rolls-Royce dell'attuale sovrano Federico X, che era stata la vettura ufficiale del re Federico IX dal 1958, si contraddistingue per la targa posteriore e anteriore bianca con al centro lo stemma della corona reale. Le altre auto del re e della Famiglia reale utilizzano targhe con una numerazione progressiva bianca su fondo nero; lo stemma della corona reale è posizionato a sinistra ed è più piccolo delle cifre.

### Trasporti eccezionali
Le targhe con la dicitura BLOKVOGN in alto e tre numeri di due cifre in basso sono riservate agli automezzi adibiti a trasporti eccezionali.

### Agenzia nazionale per la gestione delle emergenze

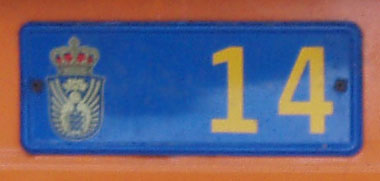
Formato per automezzi dell'Agenzia nazionale per la gestione delle emergenze

Le targhe degli automezzi in dotazione all'Agenzia nazionale per la gestione delle emergenze (Beredskabsstyrelsen) hanno una o due cifre gialle su fondo blu e il logo del Corpo a sinistra. Con gli stessi colori sono emesse anche targhe con la sigla CF (che sta per Civilforsvar, cioè "Protezione civile") posizionata sotto una corona e seguita da due numeri, il primo a due e il secondo a tre cifre, separati da un punto o trattino.

### Immatricolazioni temporanee

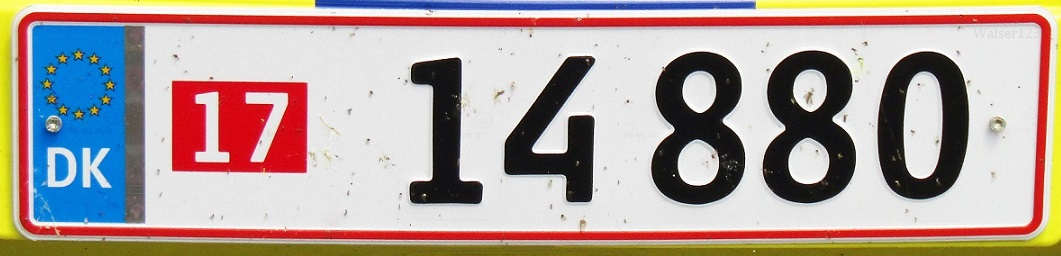
Targa temporanea "turistica" per veicoli da esportare (17 = 2017)

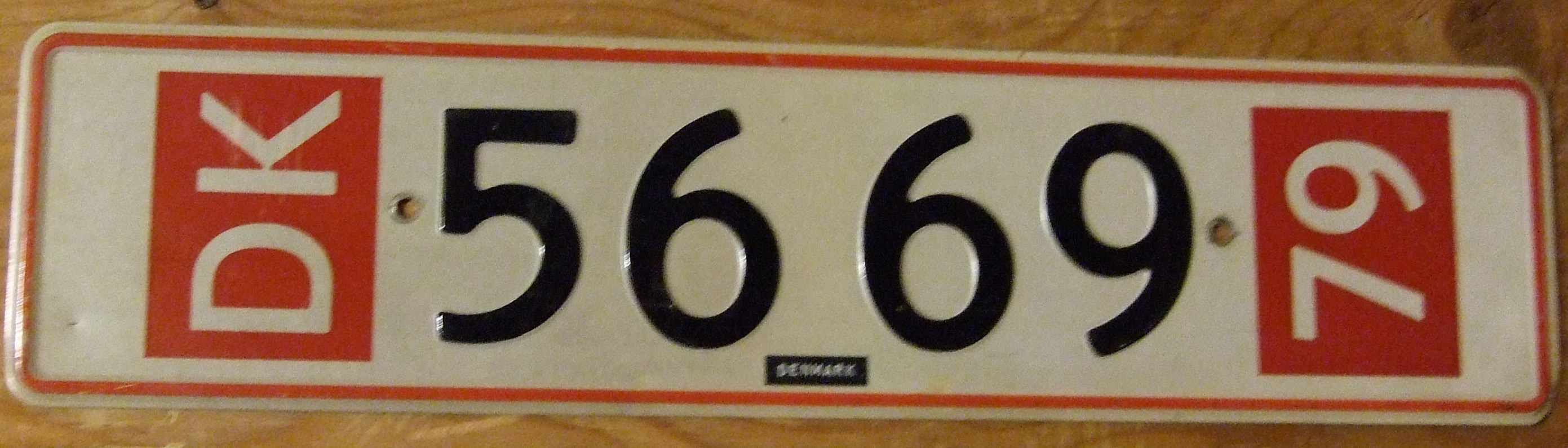
Targa da esportazione del tipo cessato nel 1983

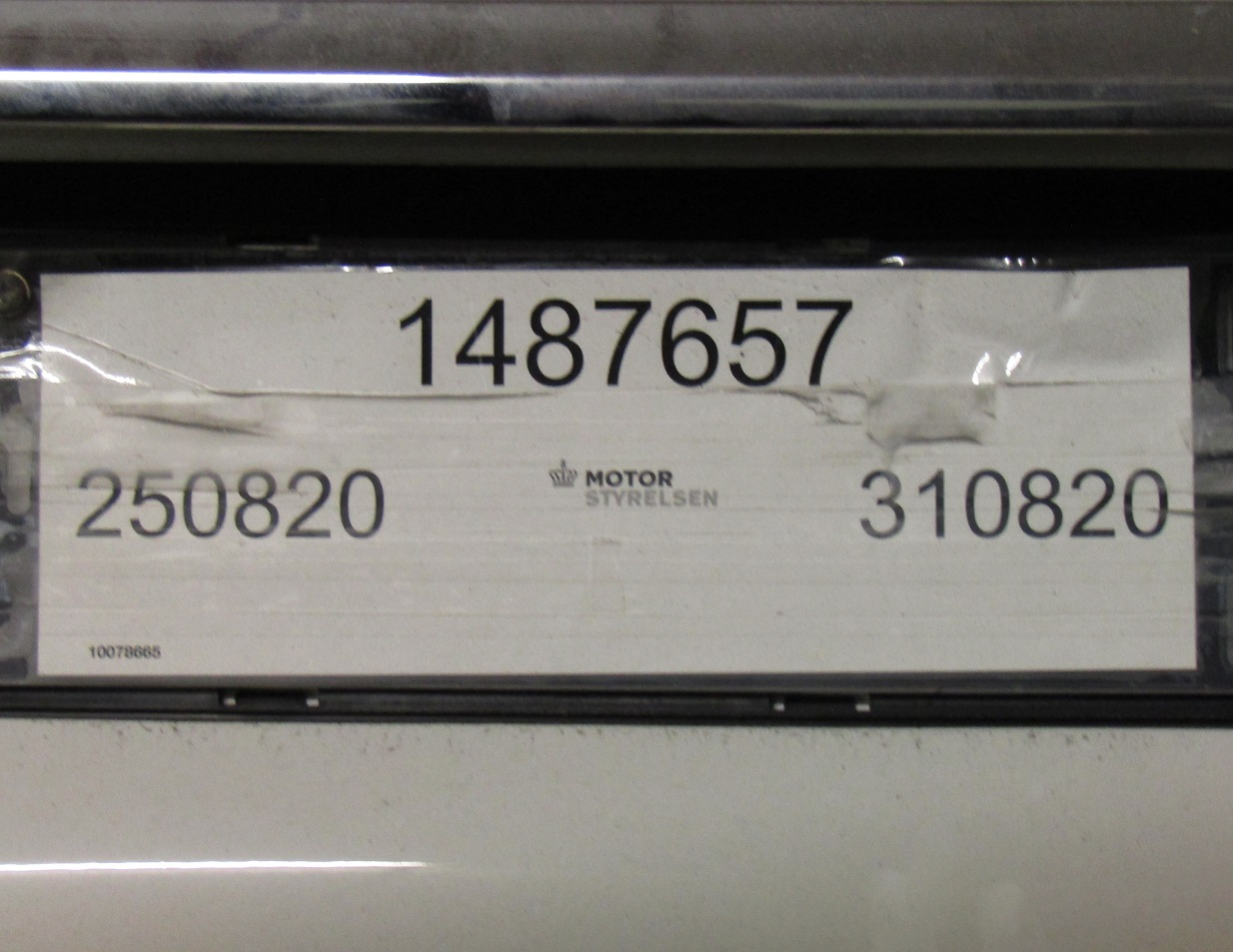
Targa prova adesiva con indicate a sinistra la data d'inizio e a destra quella di scadenza della validità

Targa prova per concessionari

- Le targhe temporanee cosiddette "turistiche", assegnate ai veicoli da esportare, si contraddistinguono per un rettangolo rosso a sinistra al posto delle due lettere (le cifre sono cinque come nelle targhe normali), all'interno del quale dal 1983 al 12 ottobre 2009 erano posizionate in alto le lettere "DK" bianche e in basso le ultime due cifre dell'anno di validità, anch'esse bianche. A partire dalla data sopra specificata, a sinistra si trova la banda blu dell'UE (obbligatoria in queste targhe), pertanto dentro il rettangolo sono impresse solamente le cifre indicanti l'anno di validità. Prima del 1983 i rettangoli rossi erano due: quello a sinistra con le lettere "DK" e quello a destra con le ultime due cifre dell'anno di scadenza della validità; sia queste sia la sigla internazionale "DK" erano bianche e ruotate di 90° in senso antiorario.
- Le targhe prova sono di tre tipi. 
a) Quelle riservate a titolari di autofficine, concessionari o importatori di veicoli, possono avere la banda blu a sinistra e dal 2012 sono composte da due lettere e due cifre; il bordo e i caratteri sono rossi. 
b) Quelle introdotte da marzo 1997 dagli uffici di motorizzazione di Helsingør, Rødovre, Slagelse e Nærum (distretto suburbano del comune di Rudersdal) sono in vinile adesivo e presentano caratteri neri su fondo bianco; un numero di sette cifre a partire da 1000001 sormonta la data di inizio e quella di scadenza della validità, separate dalla dicitura di dimensioni ridotte "SKAT" (prime lettere di Skatterådet, l'autorità fiscale danese) o "Motorstyrelsen" (l'agenzia di motorizzazione nazionale) con il rispettivo logo. Nei motocicli le prime due cifre del numero sono posizionate in alto, le restanti in basso.
c) Le targhe prova permanenti, da apporre per esempio su prototipi, sono composte da due lettere rosse su sfondo bianco riflettente e un numero progressivo, di colore nero, da 50 00 a 53 99 per gli autoveicoli e da 54 00 a 54 99 per i motoveicoli. 
Schema esemplificativo di targa prova permanente di un autoveicolo:

| NK 52 57 |

### Veicoli commerciali

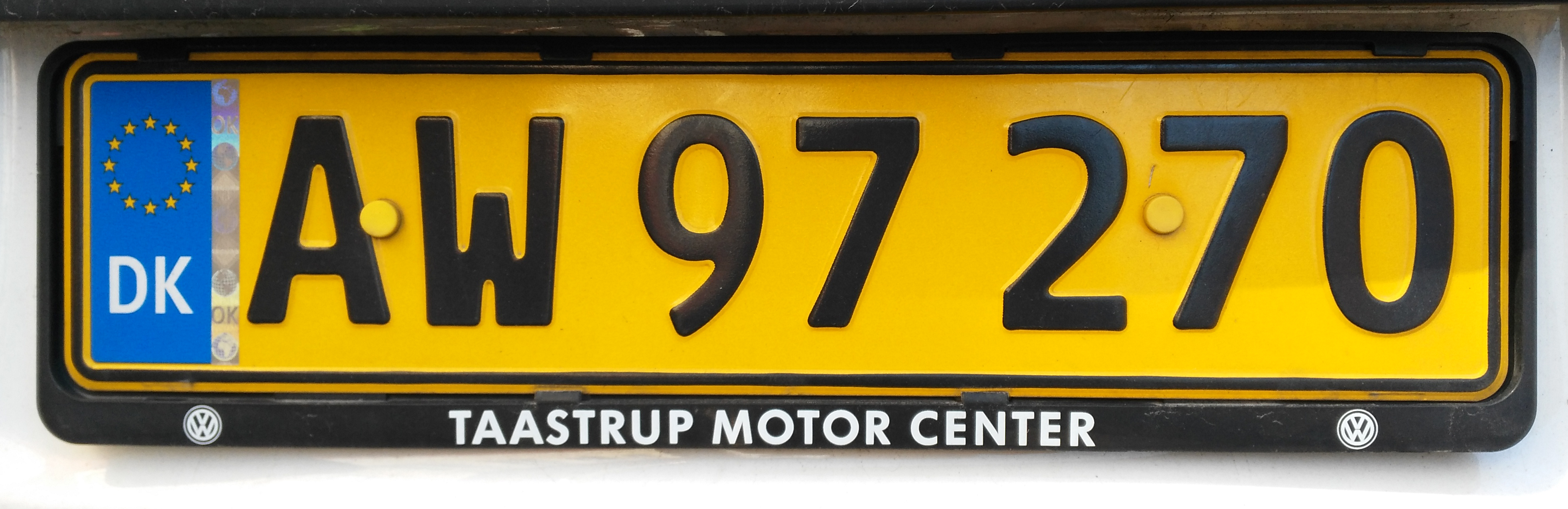
Formato per autoveicoli commerciali

- Le targhe di autobus, camion, carri funebri e furgoni esentasse privi di sedili posteriori hanno lettere e cifre nere su fondo giallo; seguono il blocco alfanumerico standard del tipo AB 12 345.
- I rimorchi hanno la combinazione del tipo AB 12 34 con lettere e cifre nere su fondo giallo.
- Gli autoarticolati presentano doppia targa con caratteri neri in campo giallo: una per il trattore stradale, del tipo AB 12 345, e la seconda, che è considerata la principale, per il semirimorchio, del tipo AB 12 34.

### Veicoli con doppia destinazione d'uso

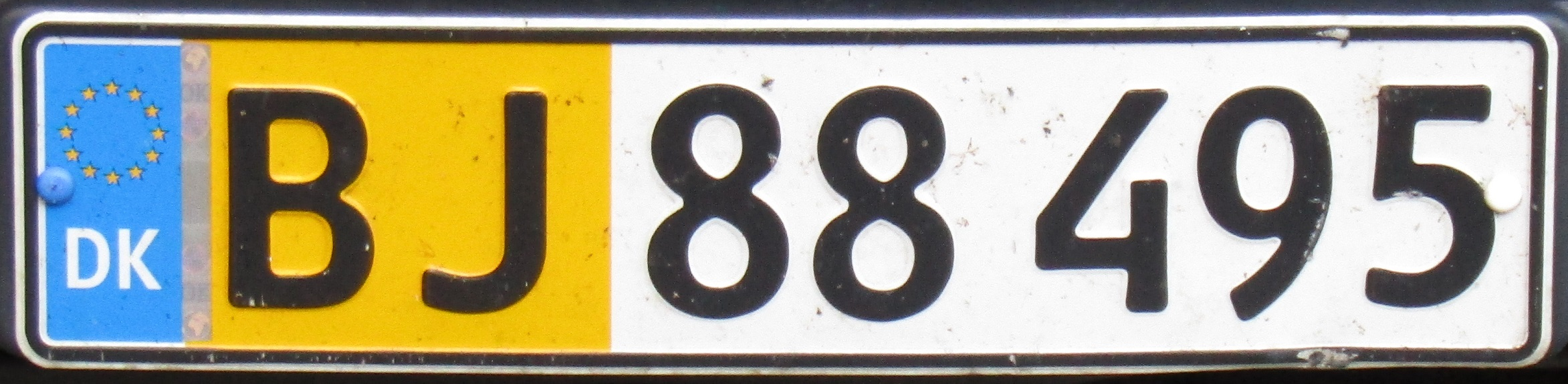
"Targa-pappagallo" per veicoli con doppia destinazione d'uso

Dal 1º marzo 2008 le cosiddette "targhe-pappagallo" sono apposte su veicoli con doppia destinazione d'uso: commerciale e privata. I caratteri sono neri in campo giallo nella parte delle lettere (a sinistra) e neri su sfondo bianco nella parte delle cifre.

### Targhe ripetitrici

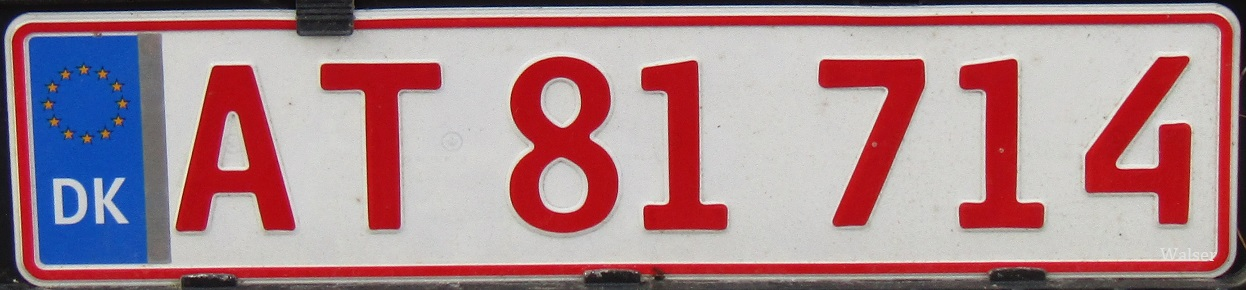
Targa ripetitrice per portabiciclette

Dal 1999 le targhe ripetitrici per portabiciclette da installare sul gancio di traino e per altri oggetti che coprano la targa posteriore hanno lettere e cifre rosse. I caratteri sono disposti su un'unica riga anche nelle targhe ripetitrici per motocicli.

### Veicoli aeroportuali esentasse
Da giugno 2012 le targhe dei veicoli aeroportuali esentasse sono gialle riflettenti con bordo e testo rosso. Dal 1997 a fine maggio 2012 erano rosse con caratteri bianchi, mentre dal 1986 al 1997 lettere e cifre erano nere su fondo verde; entrambi i formati cessati sono ancora validi. 
Le due lettere sono invariabilmente RF, seguite da un numero di cinque cifre (a partire da 20 000 nel primo tipo emesso, da 21 403 nel secondo tipo, da 10 000 in quello utilizzato da giugno 2012) o di quattro nei soli rimorchi (a partire da 10 00). 
Rappresentazione schematica del formato in uso da giugno 2012 per autoveicoli esentasse:
| RF 10 000 |

### Targhe diplomatiche

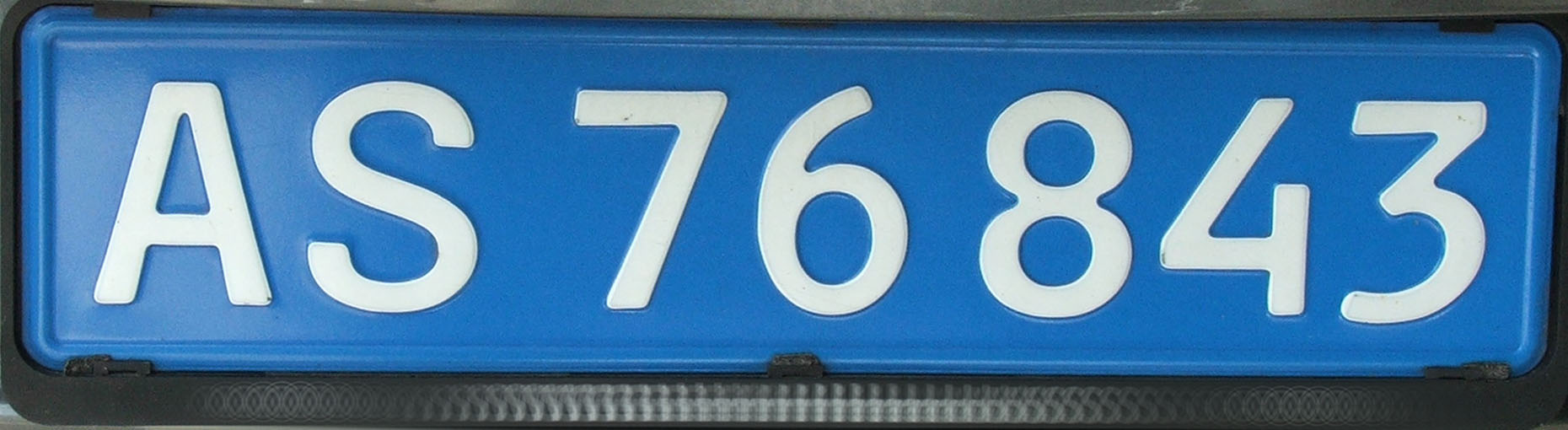
Targa di un veicolo di un Corpo diplomatico

Anche le targhe diplomatiche, come quelle ordinarie, sono composte da due lettere (la prima è una "A") e cinque cifre; i caratteri sono bianchi su fondo blu. La serie numerica da 76 000 a 76 999 viene assegnata per vetture di ambasciatori e membri di Corpi diplomatici, quella da 77 000 a 77 999 per veicoli dello staff di Corpi consolari, del personale NATO e di altre organizzazioni internazionali.

### Automezzi di emergenza

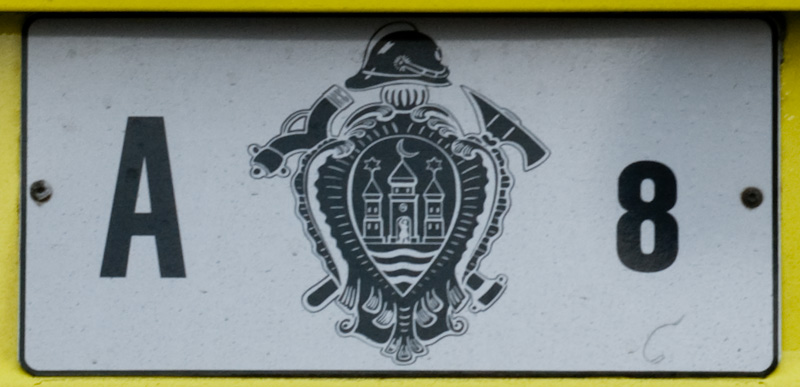
Targa di un'autoambulanza di Copenaghen

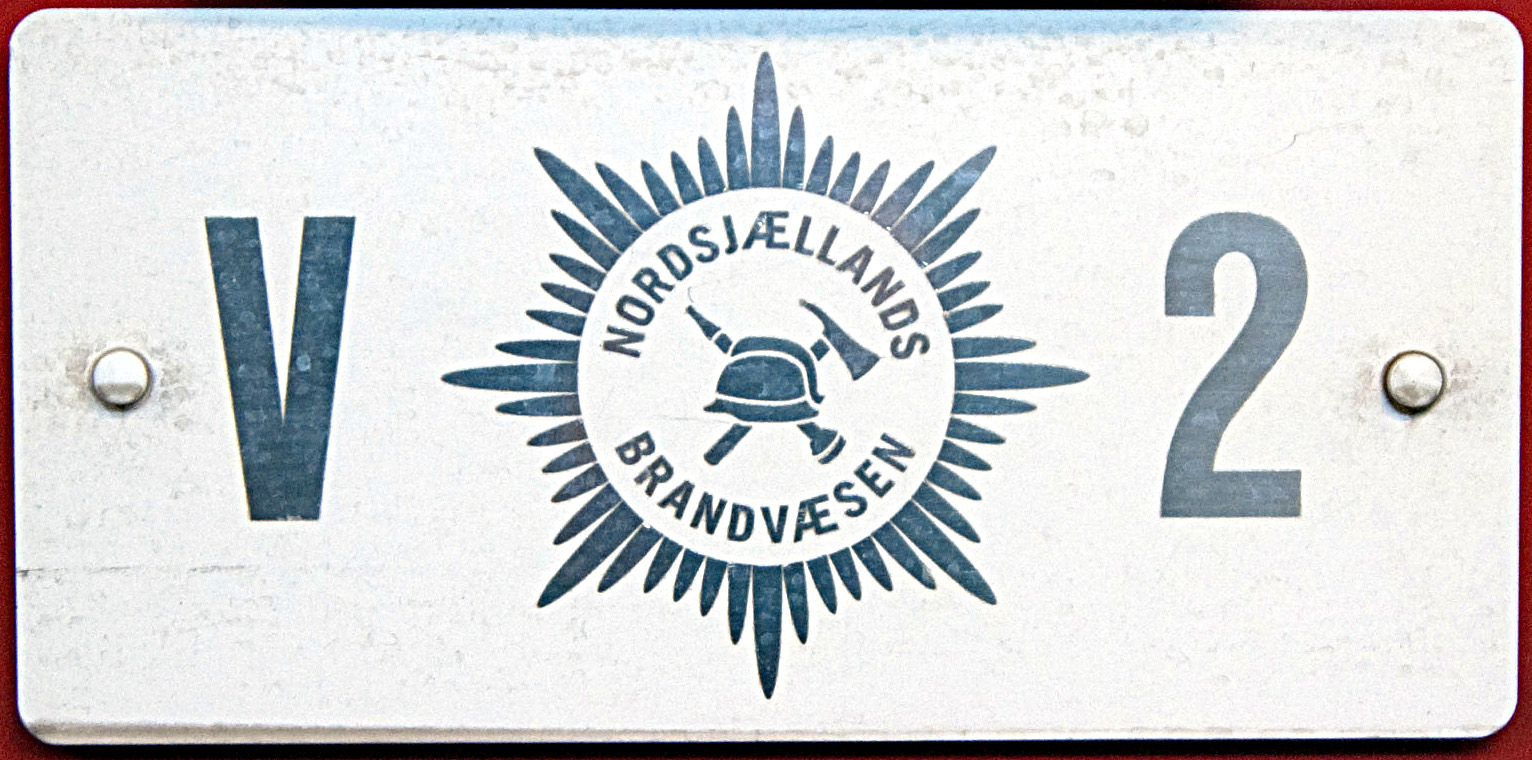
Targa di un'autopompa con cisterna della Selandia del Nord

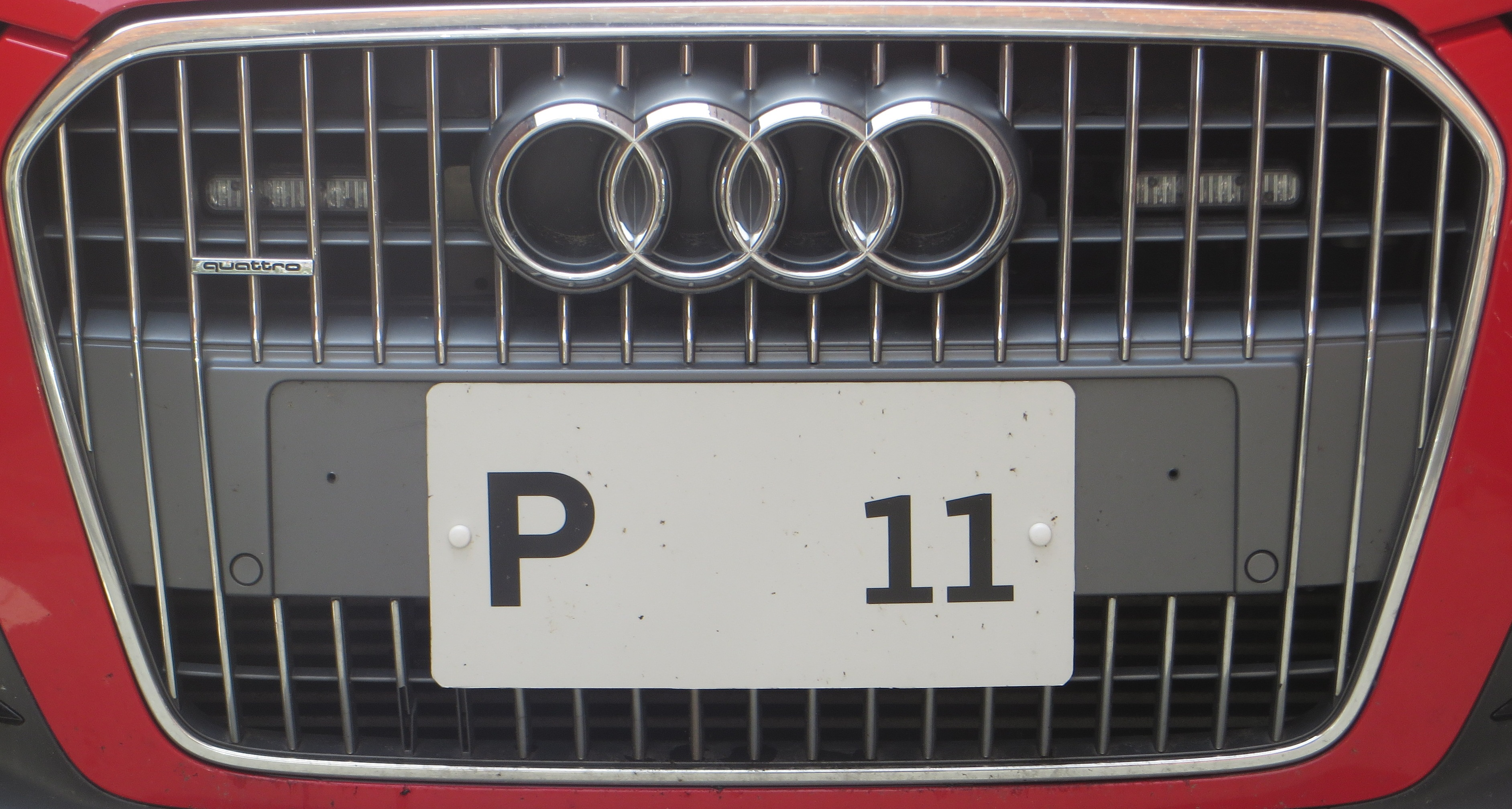
La targa anteriore di un veicolo passeggeri dei vigili del fuoco di Copenaghen

Le targhe in dotazione alle ambulanze e ai vigili del fuoco si contraddistinguono per lo stemma (non sempre presente) del Corpo e della città o contea tra la lettera e la numerazione a una o due cifre; i caratteri sono generalmente neri o blu su fondo bianco, occasionalmente bianchi in campo nero. 
Le lettere in uso hanno i seguenti significati:
- A - ambulanza o autovettura del capo dei vigili del fuoco
- F - Færdselsvogn (= veicolo di trasporto)
- FE - Fleksibel enhed (= unità flessibile) - prima unità di risposta su furgoni di 3,5 t
- H - automezzo adibito a emergenze ambientali
- I - a Copenaghen Pionertjenesten (= servizio pionieristico, unità di soccorso di tutti i tipi), in origine Inspektør o Ingeniørtender (= vettura dell'ispettore o ingegnere antincendio), ad Aalborg Indsatsleder (= vettura del comandante delle operazioni di soccorso)
- ISL - Indsatsleder (= vettura del comandante delle operazioni di soccorso)
- M - Motorsprøjte (= spruzzatore a motore)
- O - ambulanza con elevata capacità di carico
- P - Personvogn (= veicolo passeggeri)
- R - Røgtender (= autopompa)
- S - Stigevogn (= autopompa con scala)
- ST, T  - Sygetransport (= ambulanza per il trasporto di pazienti)
- TR - Trailer (= rimorchio)
- T1 - golf cart utilizzati nei parchi divertimento
- V - Vandtankvogn (= autopompa con cisterna)

## Lettere e relative aree di immatricolazione nel sistema utilizzato dal 1903 al 31/03/1958

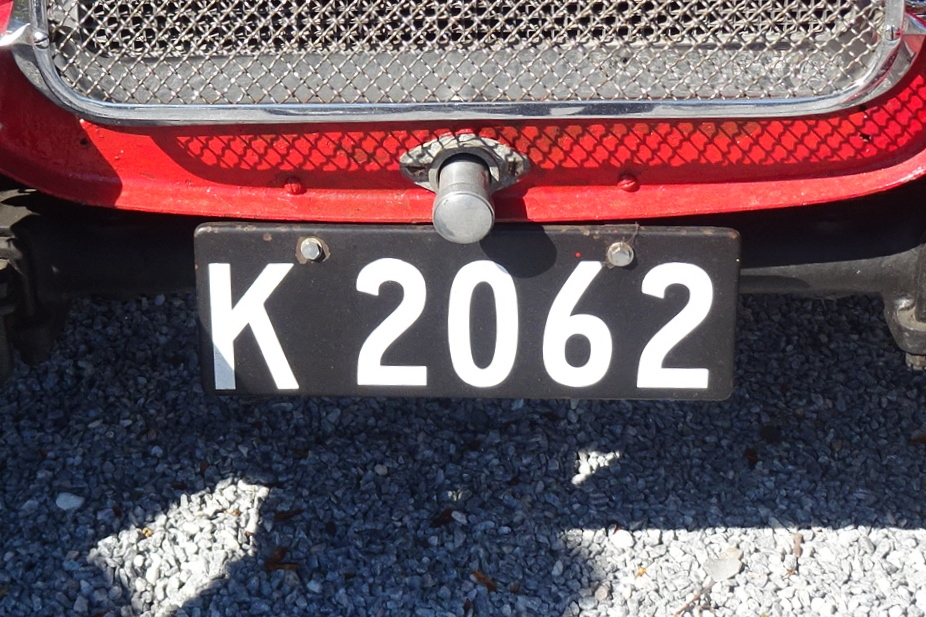
Targa anteriore, del tipo emesso dal 1º luglio 1950 al 31 marzo 1958, di un'autovettura immatricolata nel comune di Copenaghen

| Lettera | Comune/contea/città                       | Lettera | Comune/contea/città                       |
| ------- | ----------------------------------------- | ------- | ----------------------------------------- |
| A       | Contea di Copenaghen (København)          | B       | Contea di Frederiksborg                   |
| C       | Comune di Holbæk                          | D       | Comune di Haderslev                       |
| E       | Comune di Sorø                            | G       | Comuni di Godthåb & Godhavn (Groenlandia) |
| H       | Comune di Præstø                          | I       | Comune di Bornholm (1921–1930)            |
| J       | Comune di Bornholm (1903–1921 e dal 1930) | K       | Comune di Copenaghen (København)          |
| L       | Comune di Maribo                          | M       | Comune di Odense                          |
| N       | Comune di Aabenraa                        | O       | Comune di Svendborg                       |
| P       | Comune di Hjørring                        | R       | Comune di Reykjavík (1921–1927)           |
| R       | Comune di Skanderborg (dal 1928)          | S       | Comune di Thisted                         |
| T       | Comune di Viborg                          | U       | Comune di Aalborg                         |
| V       | Comune di Randers                         | X       | Comune di Aarhus                          |
| Y       | Comune di Vejle                           | Z       | Contea di Ribe                            |
| Æ       | Comuni di Sønderborg & Tønder             | Ø       | Comune di Ringkøbing                      |

## Codici e aree d'immatricolazione corrispondenti nel sistema utilizzato dal 1º aprile 1958 al 1966–1968

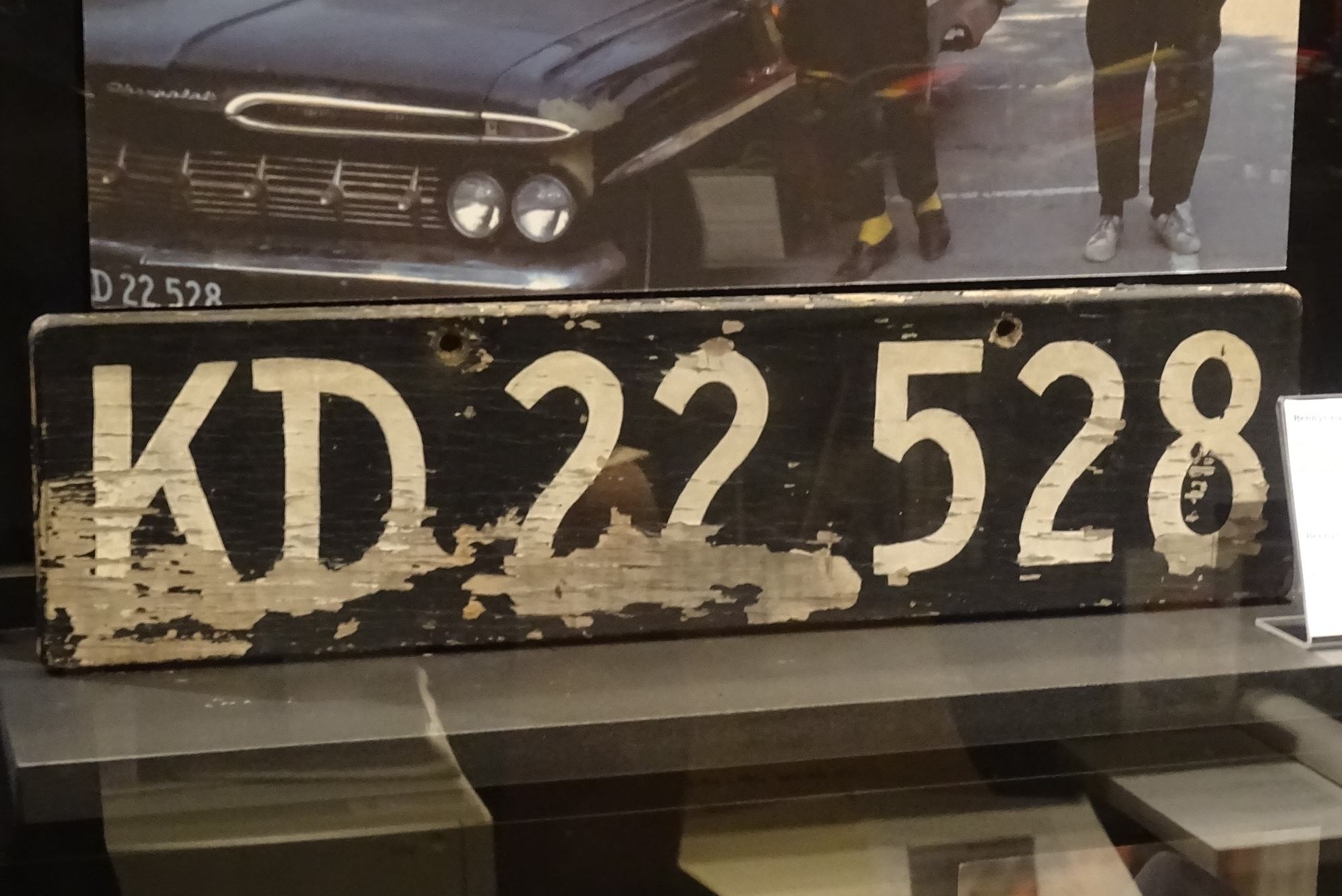
Targa di un'auto immatricolata a Copenaghen (sigla KD) con il sistema introdotto il 1º aprile 1958 e cessato nel 1966–1968

I codici seguiti da un * furono assegnati ma probabilmente mai emessi.
| Codice/i         | Comune o città               | Codice/i    | Comune o città                 | Codice/i | Comune o città                |
| ---------------- | ---------------------------- | ----------- | ------------------------------ | -------- | ----------------------------- |
| AA               | Frederiksberg (fino al 1959) | AH          | Copenaghen nord (fino al 1959) | AR       | Copenaghen sud (fino al 1959) |
| AT, AV           | Roskilde                     | AY          | Køge                           | AZ       | Haslev                        |
| BA, BB*          | Helsingør                    | BE          | Hørsholm                       | BL       | Hillerød                      |
| BP               | Helsinge                     | BS          | Frederikssund                  | BV       | Frederiksværk                 |
| CA               | Holbæk                       | CE          | Nykøbing Sjælland              | CM       | Kalundborg                    |
| CR               | Samsø                        | DA, DB      | Herning                        | DE       | Holstebro                     |
| DL               | Lemvig                       | DP          | Ringkøbing                     | DS       | Skjern                        |
| EA               | Slagelse                     | ED          | Høng (fino al 1962)            | EK       | Skælskør                      |
| EN               | Korsør                       | ES          | Ringsted                       | EX       | Sorø                          |
| HA               | Næstved                      | HH          | Store Heddinge                 | HM       | Præstø                        |
| HR               | Vordingborg                  | HU          | Stege                          | JA       | Rønne                         |
| KA–KE, KH, KJ–KN | Copenaghen (København)       | LA          | Nykøbing Falster               | LE       | Sakskøbing                    |
| LK               | Nysted                       | LN          | Rødby                          | LR       | Maribo                        |
| LU               | Nakskov                      | MA, MB*, MH | Odense                         | MM       | Kerteminde                    |
| MP               | Bogense                      | MT          | Assens                         | MX       | Middelfart                    |
| NA               | Haderslev                    | ND          | Toftlund                       | NH       | Aabenraa                      |
| NL               | Sønderborg                   | NP          | Gråsten                        | NT       | Tønder                        |
| OA               | Nyborg                       | OH          | Svendborg                      | ON       | Rudkøbing                     |
| OR               | Ærøskøbing                   | OT          | Faaborg                        | PA       | Sæby                          |
| PD               | Dronninglund                 | PH          | Frederikshavn                  | PK       | Skagen                        |
| PN               | Hjørring                     | PS          | Brønderslev                    | PV       | Pandrup (fino al 1959)        |
| RA, RB           | Horsens                      | RJ          | Silkeborg                      | RR       | Skanderborg                   |
| SA               | Thisted                      | SE          | Hurup                          | SK       | Nykøbing Mors                 |
| TA               | Skive                        | TE          | Viborg                         | UA       | Nibe                          |
| UC               | Løgstør                      | UH, UJ*     | Aalborg                        | UP       | Nørresundby                   |
| VA               | Grenaa                       | VE          | Ebeltoft                       | VL, VM   | Randers                       |
| VR               | Mariager                     | VV          | Hobro                          | XA, XB   | Aarhus                        |
| XH, XJ           | Hasle (fino al 1960)         | XH, XJ*     | Aarhus (1961–1966)             | XL       | Hammel                        |
| XR               | Odder                        | XU          | Viby (fino al 1960)            | XU       | Aarhus (1961–1966)            |
| YA               | Fredericia                   | YH, YJ*     | Kolding                        | YP, YR   | Vejle                         |
| ZA, ZB*          | Varde                        | ZD          | Grindsted                      | ZH       | Esbjerg                       |
| ZN               | Ribe                         | ZR          | Holsted                        |          |                               |

## Territori autonomi

### Fær Øer

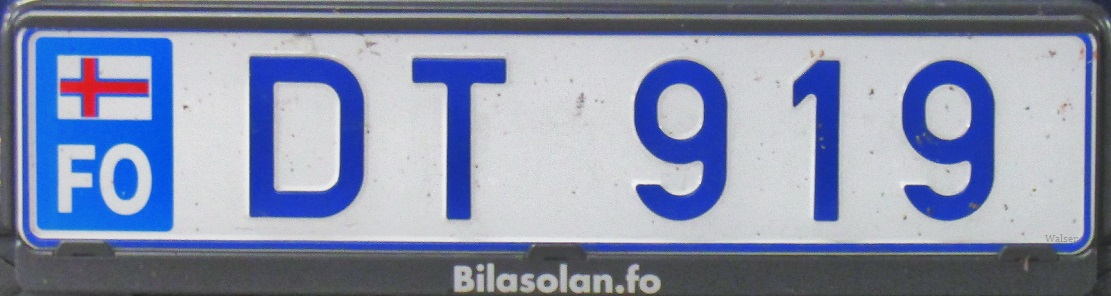
Targa delle isole Fær Øer con formato utilizzato dal 1996

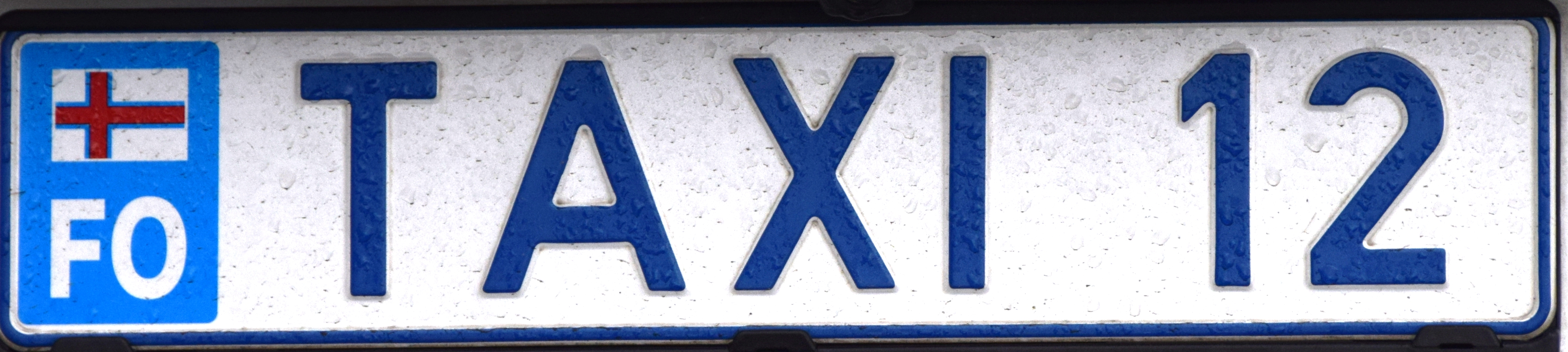
Targa personalizzata di un taxi

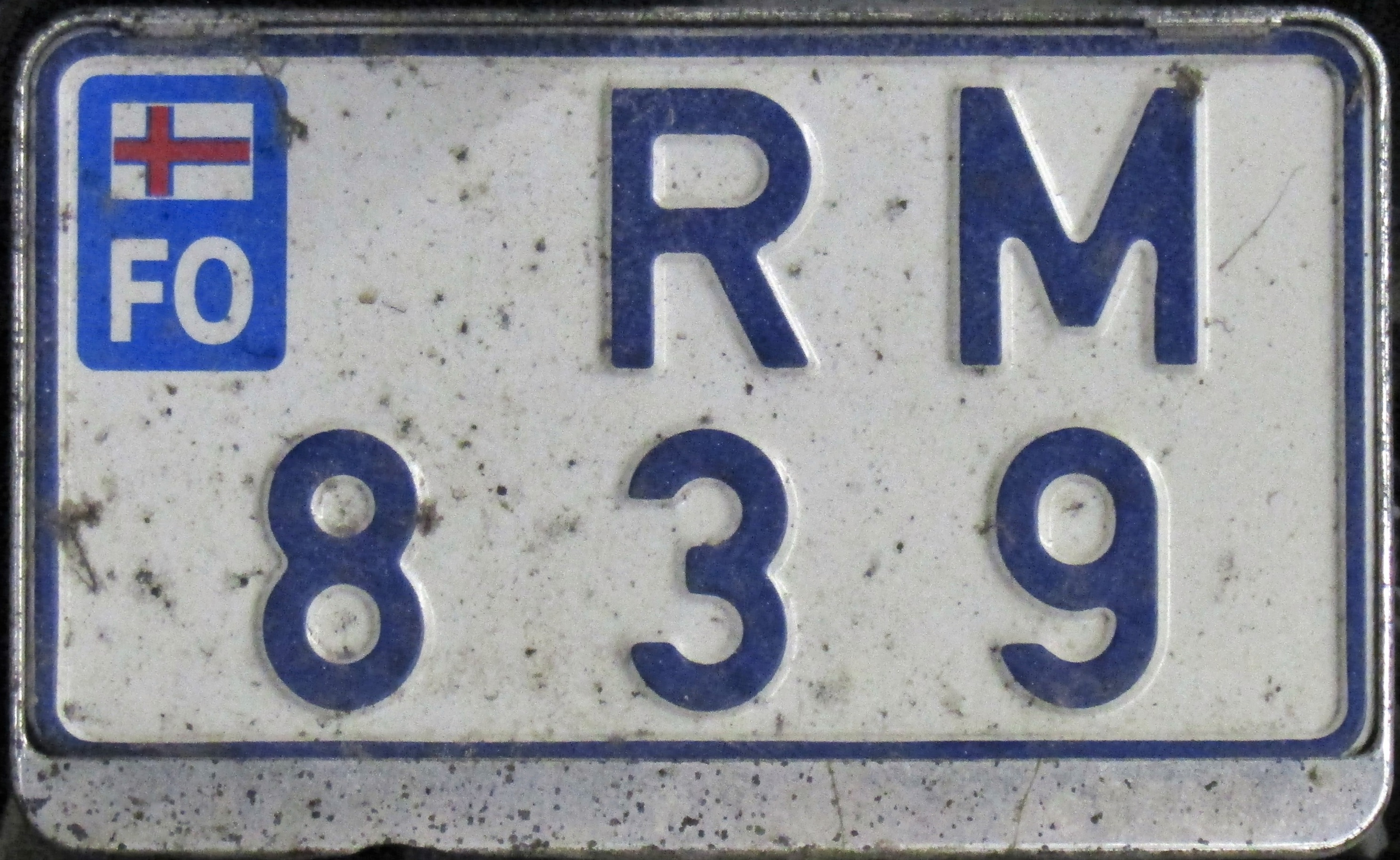
Formato per motocicli

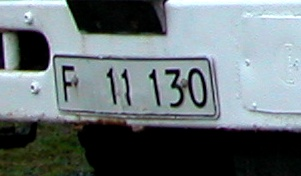
Esempio di formato emesso fino al 1996

A partire dal 1996 le targhe dei veicoli circolanti nelle isole Fær Øer hanno sfondo bianco, la fascia azzurra dell'UE a sinistra, con in alto la bandiera dell'arcipelago e in basso la sigla internazionale FO di colore bianco, due lettere e tre cifre blu; possono essere disposte su una o due linee e sono simili alle targhe islandesi. Non sono usate le lettere C, I, O, Q, W, X, Z, Æ e Å. 
Le targhe su un'unica linea misurano 520 × 112 mm, quelle su due righe per autoveicoli 250 × 203 mm, quelle su doppia linea per motocicli e ciclomotori 155 × 135 mm; nei primi le lettere e le cifre sono blu come nelle targhe d'immatricolazione per autoveicoli, nei secondi verdi. 
È possibile richiedere targhe alfanumeriche personalizzate, assegnate anche ai mezzi pubblici come i taxi: il limite massimo è di sei caratteri, che possono avere segni diacritici.
Le targhe diplomatiche iniziano con il codice CD, che è seguito dai numeri 100 o 101 (entrambi identificano il Corpo diplomatico islandese); le scritte sono nere su fondo celeste. 
Le targhe prova per concessionari, proprietari di autofficine o autorimesse si distinguono per i caratteri rossi e la lettera F che precede cinque cifre che avanzano progressivamente partendo da 00001; dal 1996 al 2003 la serie era composta dalle lettere OO seguite da uno spazio e un blocco numerico di tre cifre che incominciava da 600. I motocicli hanno una numerazione a tre cifre posizionata sulla riga inferiore, la banda blu è talvolta presente in alto a sinistra. Schema di una targa prova per autoveicoli:
| F01234 |

Hanno caratteri rossi anche le targhe per portabici, da fissare nel caso in cui la targa posteriore venga coperta. 
Le targhe provvisorie, analoghe a quelle norvegesi, sono adesive; a sinistra le lettere RS (che stanno per Royndar Spjøldur, cioè "immatricolazione temporanea") precedono tre cifre nere in campo rosso, occasionalmente bianco o giallo arancio. A destra, sopra una linea orizzontale, è indicato con due cifre il primo giorno di validità, sotto è posizionato invece quello di scadenza; entrambi sono seguiti da tre lettere di dimensioni ridotte e allineate in verticale, che sono quelle iniziali del mese di validità in faroese (per esempio: A/P/R = aprile).
Prima del 1996 le targhe dell'arcipelago avevano caratteri neri su sfondo bianco e identico formato di quelle danesi, ma con bordo nero anziché rosso e una sola lettera: la F. Le targhe ripetitrici avevano la serie alfanumerica del tipo F 1234 scritta in blu. I ciclomotori si contraddistinguevano per le lettere TF sulla riga superiore.

### Groenlandia

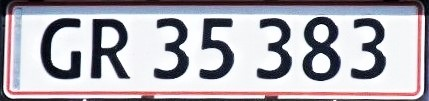
Targa groenlandese standard pre-2016

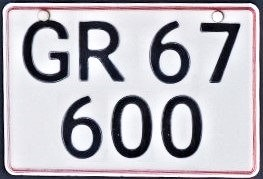
Esempio di formato su doppia linea

Le targhe emesse in Groenlandia fin dal 1976 hanno sfondo bianco e caratteri neri, con formato identico a quelle danesi. Le due lettere fisse possono essere GR, GL (dal 2016) e GS (dal 2008), quest'ultimo riservato alle motoslitte. 
La sigla internazionale (non ufficiale) nelle targhe ovali è KN, iniziali dell'endonimo Kallaallit Nunaat. Non viene utilizzata la banda blu a sinistra con lo stemma dell'Unione europea, in quanto la Groenlandia non ne fa parte. 
Le targhe su una riga misurano 504 × 120 mm, quelle su doppia linea 309 × 210 mm, quelle per motocicli 240 × 165 mm. 
Il primo numero, formato da due cifre da 01 a 91, indicava la località secondo il seguente schema:
| Codice numerico | Località d'immatricolazione | Codice numerico              | Località d'immatricolazione              |
| --------------- | --------------------------- | ---------------------------- | ---------------------------------------- |
| 01, 21          | Nanortalik                  | 02, 20, 22                   | Qaqortoq                                 |
| 03, 23, 30      | Narsaq                      | 04, 24                       | Narsarsuaq (poi incorporata in Narsaq)   |
| 05, 25, 50      | Paamiut                     | 06, 19, 20, 26, 46–49, 60–69 | Nuuk                                     |
| 07, 27, 70      | Maniitsoq                   | 08, 81–89                    | Sisimiut                                 |
| 09, 29, 90      | Aasiaat                     | 10                           | Qasigiannguit                            |
| 11, 31, 91      | Ilulissat                   | 12, 32                       | Qullissat (poi incorporata in Ilulissat) |
| 13, 33          | Qeqertarsuaq                | 14, 34                       | Uummannaq                                |
| 15, 35          | Upernavik                   | 16, 36                       | Tasiilaq                                 |
| 17              | Ittoqqortoormiit            | 40                           | Kangerlussuaq                            |

Tra il 2009 e il 2016, in concomitanza con la riorganizzazione amministrativa dei distretti di polizia della Groenlandia occidentale, orientale e settentrionale, i primi due numeri (partendo da "10") hanno cessato di indicare l'area di immatricolazione. 
Il secondo numero, composto da tre cifre, è seriale e viene assegnato a blocchi identificativi della categoria di veicolo o del tipo di targa:
- 001–100: motocicli
- 120–800: targhe su un'unica linea per autoveicoli

- 101–119: targhe prova per concessionari
- 801–999: targhe posteriori su doppia linea per autoveicoli.

Le vetture dei ministri e del capo del Governo sono immatricolate con targhe ordinarie, mentre rimorchi e ciclomotori sono privi di targa.